# Бій біля мису Сент-Джордж
Бій біля мису Сент-Джордж — одне з бойових зіткнень під час Тихоокеанської кампанії Другої світової війни. Відбулося 26 листопада 1943 року, між мисом Сент-Джордж (острів Нова Ірландія) і островом Бука. Цей бій став останнім серед морських битв в кампанії на Соломонових островах.

## Передумови
1 листопада 1943 року на Бугенвілі висадився американський десант і це стало загрозою для японської бази на острові Бука. Японським командуванням було прийнято рішення перекинути 900 солдатів як поповнення гарнізону Бука, та зняти з острова 700 авіатехніків, оскільки аеродром на острові практично втратив стратегічне значення.
Було сформовано з'єднання есмінців. Есмінці «Амагірі», «Югірі» і «Удзукі» використовувались як транспорти, а «Онамі» і «Макінамі» — як прикриття.
Американському командуванню стало відомо про цей конвой завдяки авіарозвідці і на перехоплення були вислані 5 есмінців — «Чарльз Осборн», «Клакстон», «Дайсон», «Конверс» і «Спенс».

## Бій
Японські есмінці висадили 900 військовослужбовців та вантажі і були готові до завантаження військового персоналу для повернення в Рабаул, як в 01:40 були помічені на радарах кораблів ВМС США. Кращі радари дозволили американським кораблям почати торпедувати японські кораблі о 01:55 ще до того як вони їх побачили. В есмінець «Онамі» потрапило кілька торпед і він затонув. В «Макінамі» потрапила одна торпеда і після обстрілу він затонув. Транспортні есмінці пішли в різних напрямках; Берк переслідував «Югірі», який після тривалої гонитви затонув о 03:00; «Узукі» також постраждав, але відступив з важкими пошкодженнями. «Амагірі» відступив неушкодженим.